# أبناء الإمام في مصر والشام (كتاب)
كتاب أبناء الإمام في مصر و الشام كتاب يبحث في أنساب آل البيت من ذرية الحسن والحسين رضي الله عنهم.

## سبب تأليف الكتاب
الكتاب من تأليف أبو معمر يحيى طباطبا (من ذرية الحسن رضي الله عنهم) و الملقب بأبي المعمر و المتوفى في 199 هجرية. و قد ذكر المؤلف في مقدمة كتابه ان بعض السادة الاشراف سألوه أن يصنف لهم كتابا في أنساب ال البيت بسبب كثرة من يدعون النسب إلى ال البيت بغير حق.

## فصول الكتاب
يحتوي الكتاب على عدة فصول نذكر منها:
- إثبات النسب و حجية السماع
- الشريف و السيد
- في فضل علم الأنساب
- ذكر عقب الحسن...
- ذكر عقب الحسين...

## وصلات خارجية
- قائمة بأعلام الكتاب حسب موقع فهرس.نت[وصلة مكسورة]
- قائمة بالاماكن المذكورة في الكتاب[وصلة مكسورة]